# 近藤坦平
近藤 坦平（こんどう たんぺい、弘化元年3月12日（1844年4月29日） - 昭和4年（1929年）1月27日）は、三河国碧海郡鷲塚村（現・愛知県碧南市）出身の医師。
西洋式診療所である洋々医館、東海地方初の西洋式医学校である蜜蜂義塾の創立者であり、三河地方における西洋医学の開祖とされる。

## 経歴

### 近藤家

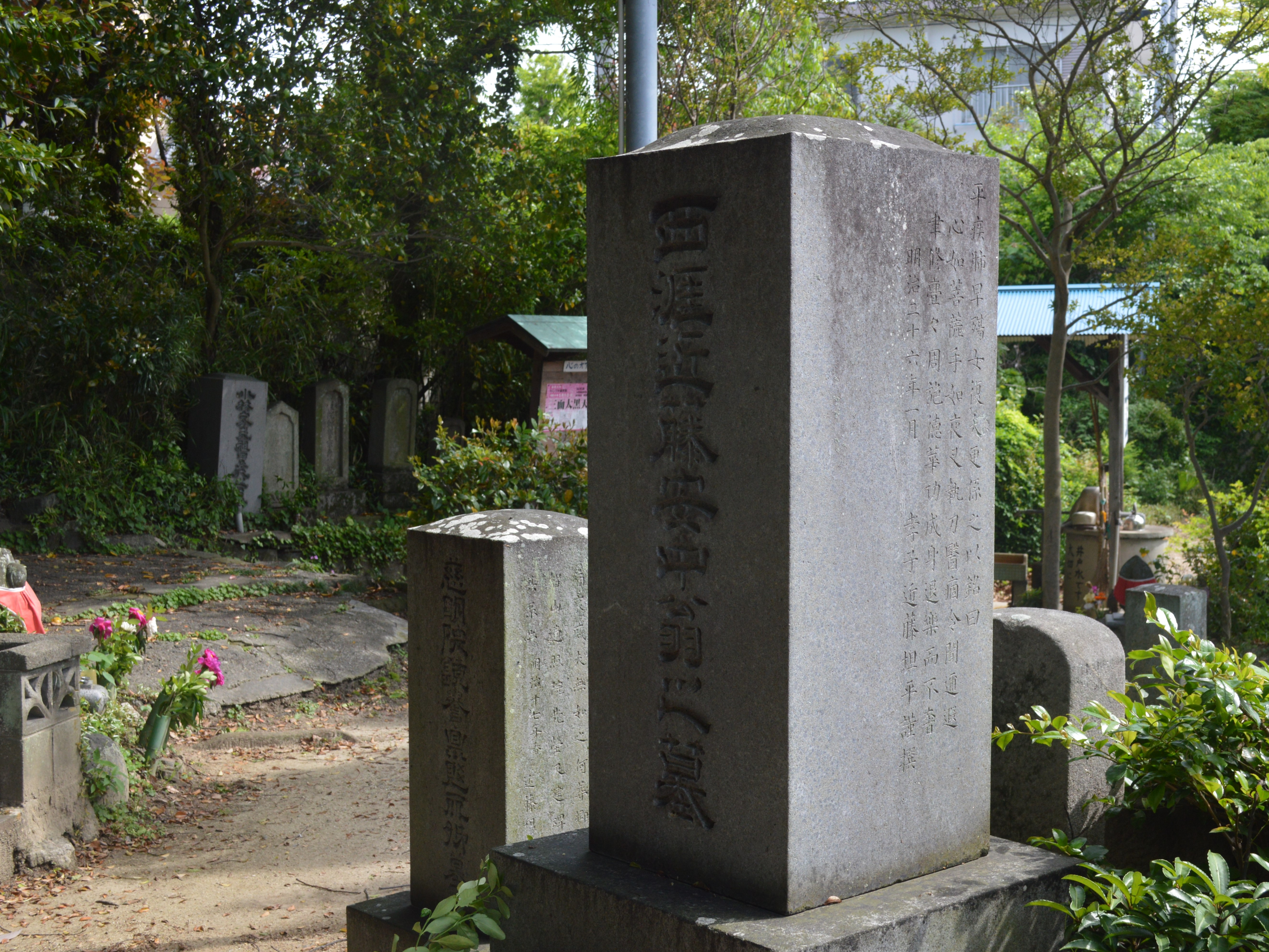
西涯近藤安中翁之墓

文化7年（1810年）9月5日、近藤賛斎の息子として近藤安中（こんどうあんちゅう）が生まれた。近藤家は京都から三河国に移った家であり、伯琴の字や鹿山の号を持っていた近藤賛斎から医師となった。文政13年（1830年）、安中は紀伊国那賀郡西野山村（現・和歌山県紀の川市）に赴き、華岡青洲の医塾である春林軒に入門した。華岡青洲の門下には額田郡土呂村（現・岡崎市）出身の初代岩瀬敬介などもおり、『華家門人姓名録』には三河国出身者として安中ら12人が記載されている。
安中は天保4年（1833年）に帰郷し、近藤家の家督を継いだ。安中は1892年（明治25年）2月17日に死去した。近藤家の菩提寺である遍照院には、賛斎の墓「鹿山近藤伯琴翁之墓」と安中の墓「西涯近藤安中翁之墓」が並んでいる。
弘化元年3月12日（1844年4月29日）、碧海郡鷲塚村（現在の碧南市）に近藤坦平が生まれた。父は安中、母はいね。諱は労、号は碧津（へきしん）。

### 医学の修行

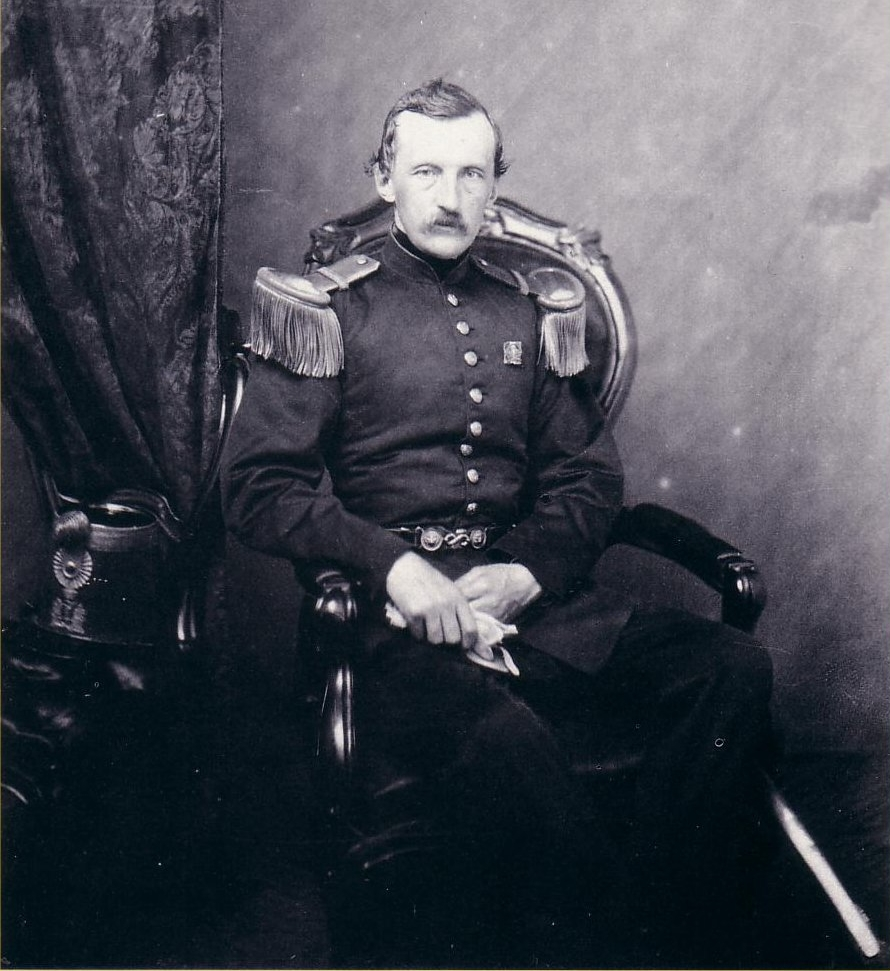
長崎で師事したボードウィン

御典医の松本良順は長崎でヨハネス・ポンペ・ファン・メーデルフォールトに学び、ポンペがオランダに帰国すると江戸に戻った。坦平は文久年間に江戸に向かうと、親戚の近藤原賢や宇津野弌（宇津野碩遵）とともにに松本に入塾を請い、文久2年（1862年）9月14日に入門した。同年9月22日には江戸幕府の西洋医学校である医学所（現・東京大学医学部）にも入門した。
元治元年（1864年）には松本良順の息子である松本銈太郎が長崎のオランダ人医師アントニウス・ボードウィンの下に向かったため、坦平もまた長崎に向かって小島養生所で入門した。小島養生所は元治2年（1865年）に精得館に改称している。精得館ではポンペの後任であるボードウィンに師事し、医学全科と実地演習を3年間行った。長崎時代の同窓には肥前国大村藩出身の長與專齋や越前国出身の橋本綱常などがいる。

### 鷲塚への帰郷
慶応4年（1868年）1月には鳥羽・伏見の戦いが起こり、長崎は無政府状態となって医官が不在となった。長與專齋が校長に、コンスタント・ゲオルグ・ファン・マンスフェルトが教頭に就任し、同年10月には精得館が長崎医学校に改称したが、坦平は安中の命によって帰郷した。1870年（明治3年）には菊間藩大浜陣屋から菊間藩管轄二等医を拝命した。
1872年（明治5年）冬、大浜村・棚尾村・平七村・伏見屋村・鷲塚村の医師が協療社を創立した際には、5か村の医師を代表して坦平と森逸勝が額田県庁に出庁した。協療社は種痘施術、貧民救療、医術研究を目的とし、旧菊間藩大浜陣屋の一角に事務所が設けられた。1885年（明治18年）には大浜町に協療社の局処解剖局が設立された。

### 洋々医館と蜜蜂義塾の設立

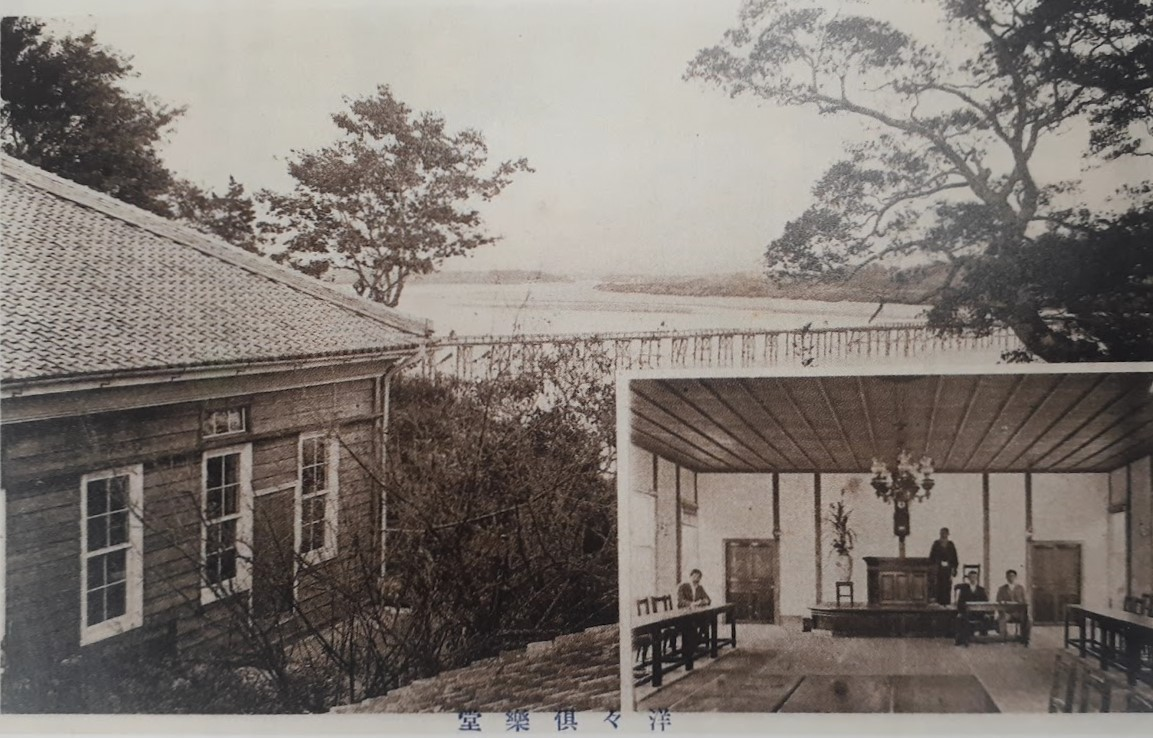
洋々堂と矢作川

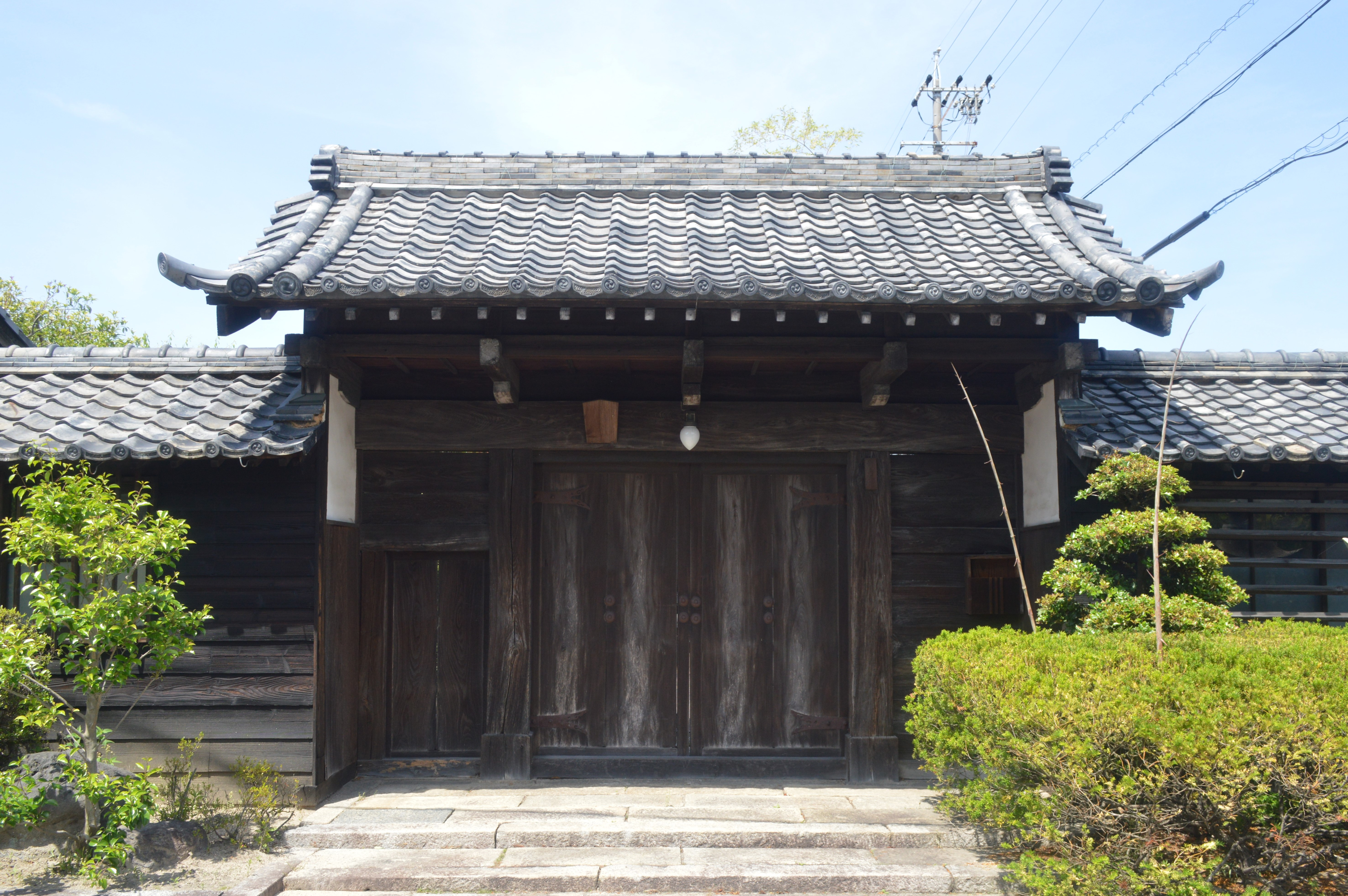
洋々医館の門

1869年（明治2年）4月に故郷の鷲塚村に帰ると、旧知の仲である岡崎の蘭方医宇都野龍碩の長女多田と結婚した。1872年（明治5年）には洋式の仮診療所である洋々堂を建設して診療を開始した。長崎から持ち帰ったモルヒネ、アトロピン、沃度加里、水銀剤、臭素加里、キニーネ、甘汞、石炭酸などを施療に用い、その効果が評判を呼んで患者が絶えなかった。
また額田県令の認可を受けて、私設医学校である蜜蜂義塾を創立すると、普通学、洋学、西洋医学の全科の教授となった。蜜蜂義塾は当時の東海地方で唯一の西洋式医学塾とされ、愛知医学校（現在の名古屋大学医学部）が軌道に乗るまでの10年間は稀有な存在だった。
明治前期の坦平は県下第一の大流行医と謳われ、葉栗郡浅井村（現・一宮市）の森林平と双璧とされた。蜜蜂義塾を卒業して各地で開業した医師は200人を超えている。やがて愛知医学校が充実したこともあって、1882年（明治15年）には蜜蜂義塾が廃止された。

### 地域貢献
1879年（明治12年）には第1回愛知県会議員選挙に当選し、愛知県会の初代副議長を務めた。1889年（明治22年）に町村制が施行されて鷲塚村が発足すると、同年には初代鷲塚村会議員に当選した。鷲塚学校の木造校舎1棟を寄付した際、1892年（明治25年）11月29日には愛知県知事から褒状を受けた。
1907年（明治40年）8月に碧海郡医師会が設立されると評議員を務め、1909年（明治42年）に愛知県医師会が設立されると副議長を務めた。その他には愛知病院岡崎分病院御用係、愛知県学務委員、鷲塚村立鷲塚小学校学務委員などを務めた。

### 死去

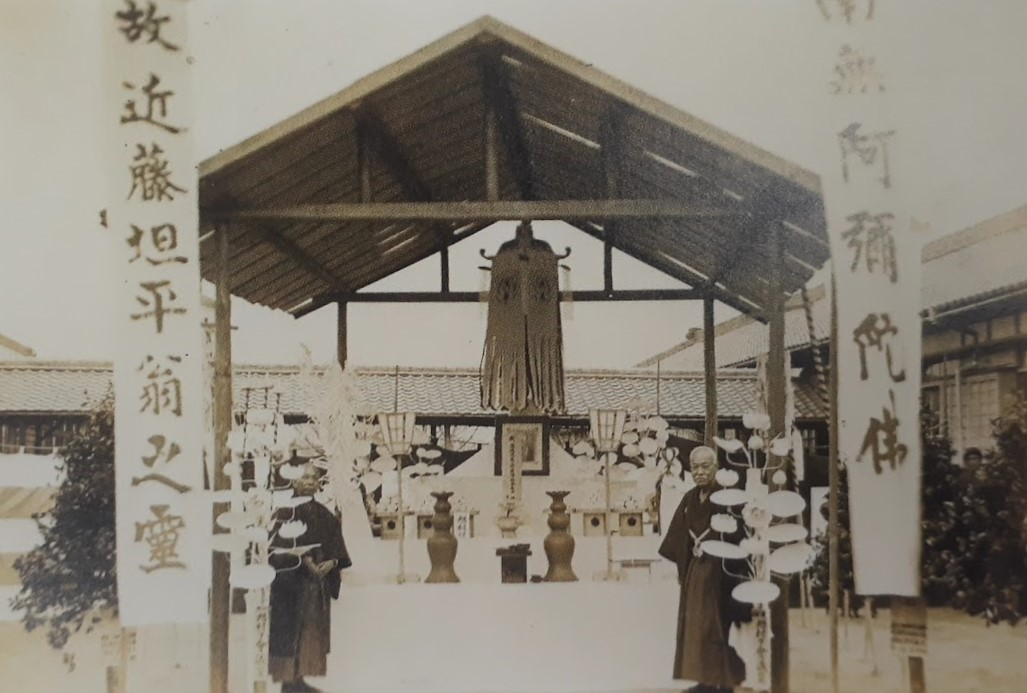
旭村の村葬

1873年（明治6年）には愛知県病院（現・名古屋大学医学部附属病院）の創立係となった。1895年（明治28年）には洋々堂を洋々医館に改称した。70歳だった1913年（大正2年）には黒田清輝の門弟である佐藤均が坦平の肖像画を描いている。同年に愛知県で行われた陸軍特別大演習の際には、坦平と乾郎が名古屋市で開催された宴会に招待された。
大正末期から昭和初期の洋々医館には、幡豆郡西尾町・一色町・幡豆町・吉良町、知多郡武豊町・豊浜町、篠島、日間賀島、佐久島などからも入院患者がいた。1929年（昭和4年）1月27日、坦平は三女の嫁ぎ先である東京の田村昌邸で死去した。3月には旭村立鷲塚小学校において旭村の村葬が行われた。遍照院の近藤家墓所に埋葬された。

### 死後

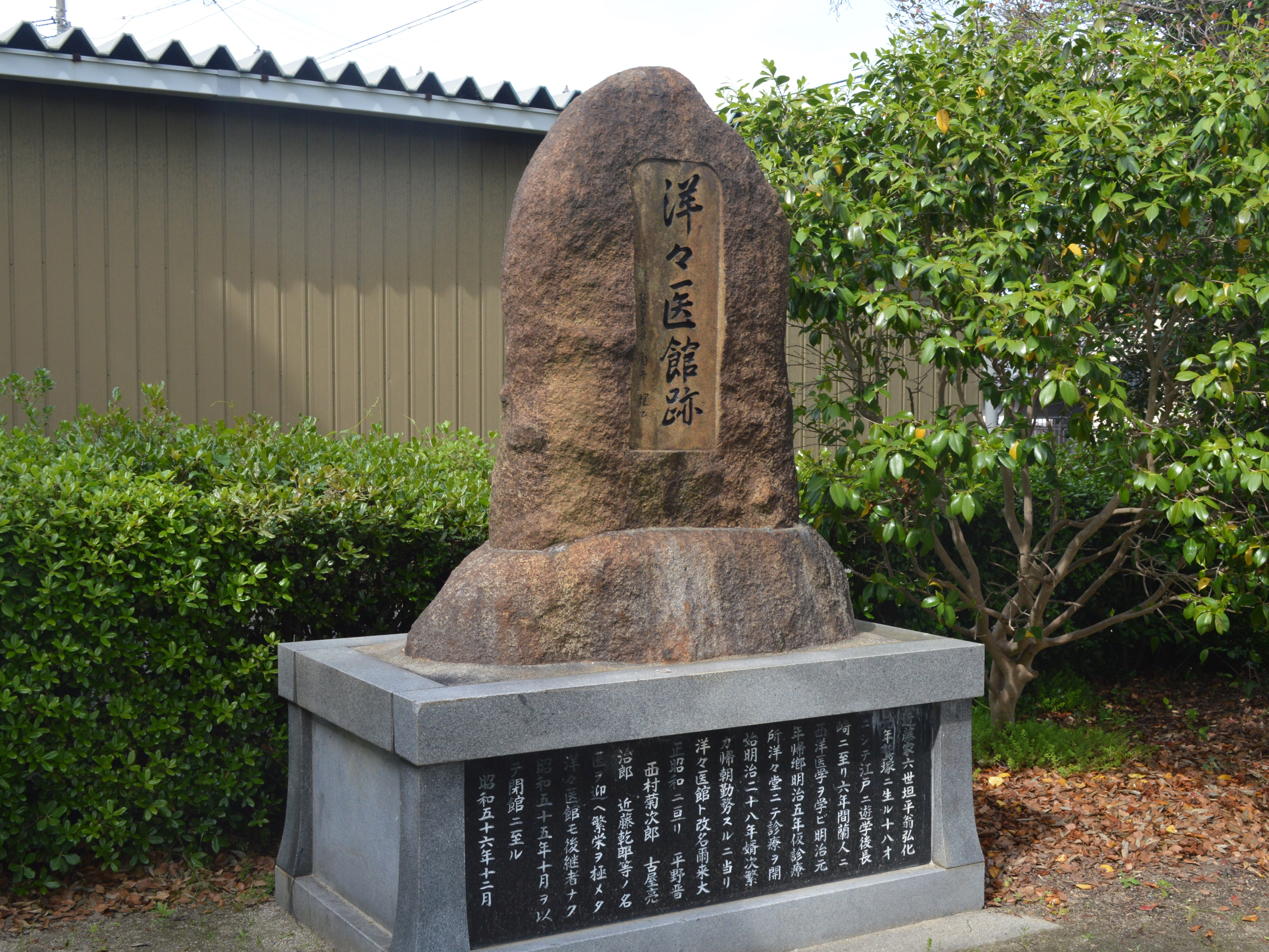
洋々医館跡

1943年（昭和18年）9月、洋々医館にあった御文庫が鷲塚国民学校に移築されて学校図書館となった。1980年（昭和55年）には洋々医館が閉鎖され、1981年（昭和56年）には石碑「洋々医館跡」が建立された。安城市百石町の對馬家には洋々医館の門（對馬家洋々医館薬医門）と近藤家本宅の一部（對馬家洋々医館露竹）が移築されている。

## 家族

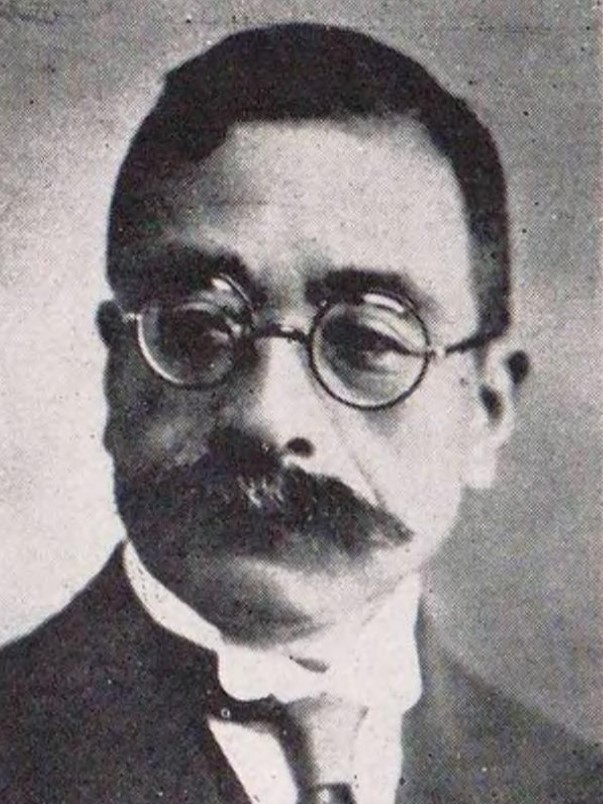
近藤次繁

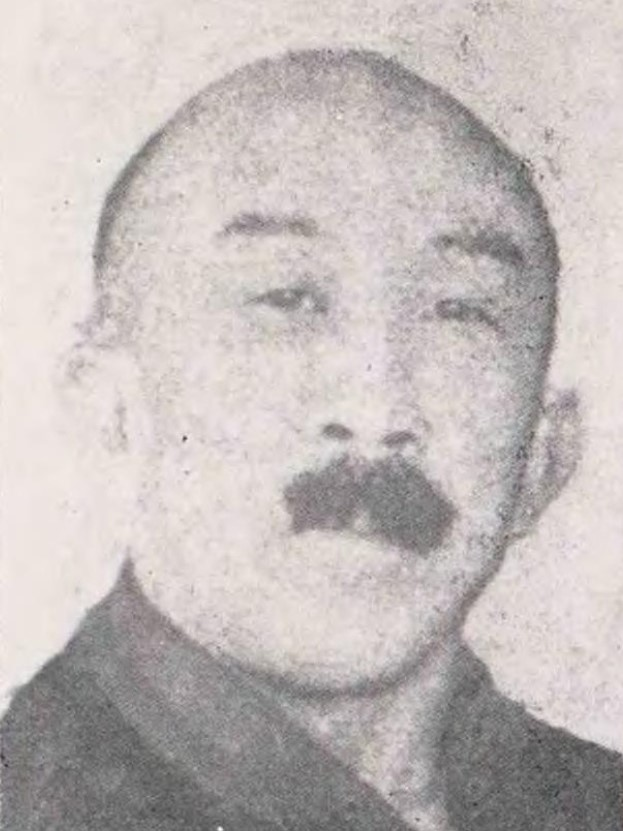
近藤乾郎

### 近藤家
- 父：近藤安中 - 医師。
  - 本人：近藤坦平
    - 婿養子：鶴見次繁（近藤次繁） - 医学博士。東京帝国大学医学部教授。
      - 孫：近藤経一 - 東京大学文学部卒業。劇作家。文藝春秋社取締役。
      - 孫：近藤綸二 - 弁護士・裁判官。
      - 孫：近藤駿四郎 - 医学博士。東京労災病院長。
      - 孫：近藤台五郎 - 東京大学医学部卒業。消化器内科医。東京女子医科大学教授。
      - 孫：鈴木愛子 - 医学博士の鈴木忠一郎と結婚[1]。
      - 孫：高根房子 - 医学博士の高根某と結婚[1]。

    - 三男：近藤乾郎 - 医学博士。全日本看護婦連盟主事。
    - 長女：おきて - 医学博士の鶴見次繁（近藤次繁）と結婚[1]。
    - 次女：なよ子 - 医学博士の伊丹範と結婚[1]。
    - 三女：すま子 - 医学博士の田村昌と結婚[1]。

  - 弟：近藤良薫 - 横浜市の開業医。横浜医師会長・神奈川県医師会長、横浜七十四銀行取締役[1]。
  - 弟：近藤浩平 - 医師。坦平とともに蜜蜂義塾の教授を務めたが、早くに死去している[1]。

### 近藤良薫
弟の近藤良薫（こんどう りょうくん、1848年 - 1902年5月19日）も医師である。1868年（明治元年）11月11日、21歳の時に慶應義塾医学所に入塾すると、横浜市の早矢仕有的に実地医学を学んだ。1873年（明治6年）には横浜病院（現・横浜市立大学附属市民総合医療センター）で診療を担当するようになり、1878年（明治11年）には野毛山に賛育病院を建てて開業医となった。福澤諭吉のかかりつけの医師でもあった。横浜医師会長や神奈川県医師会長、横浜七十四銀行取締役などを歴任した。

### 近藤次繁
婿養子の近藤次繁（こんどう つぐしげ、1866年1月17日 - 1944年3月4日）も医師・医学博士である。鶴見次繁（出生名）は東京帝国大学医科大学を卒業し、1891年（明治24年）に坦平の娘おきてと結婚して婿養子となった。養父の坦平の後援でドイツとオーストリアに留学しており、洋々堂で坦平の後継者となる予定だったが、1897年（明治30年）に東京帝国大学医学部に引き抜かれて助教授となった。次繁は野口英世の左手の再手術や、日本初の胃がんの外科手術を執刀している。1925年に東京帝国大学医学部附属医院長を退任した後、神田に駿河台病院を設立して経営した。1937年（昭和12年）から1942年（昭和17年）頃まで東京市会議員も務めた。
次繁の長男は劇作家の近藤経一、次男は弁護士・裁判官の近藤綸二、四男は医学博士で東京労災病院長の近藤駿四郎、五男は消化器内科医で東京女子医科大学教授の近藤台五郎である。

### 近藤乾郎
三男の近藤乾郎（こんどう けんろう、1879年5月13日 - 1965年10月17日）も医師・医学博士である。乾郎は大阪高等医学校を卒業し、京都大学医化学教室などで研究活動を行った後、1908年（明治41年）から1911年（明治44年）までドイツとオーストリアに留学した。1912年（明治45年）には坦平の跡を継いで洋々医館の病院長となったが、1914年（大正3年）には東京市四谷区北伊賀町に近藤医院を開業した。乾郎は全日本看護婦連盟主事などを務めた。